# السودوكس
بلدية السُّدُس أو (نقحرة: السودوكس) (بالإسبانية: Alsodux)‏, هي بلدية تقع في مقاطعة المرية. جنوب شرق إسبانيا. يبلغ عدد سكانها 121 نسمة.

## وصلات خارجية
- (بالإسبانية)